# 안야 테일러조이
안야조지핀 머리 테일러조이(영어: Anya-Josephine Marie Taylor-Joy, 영어 발음: /ˈænjə/, 1996년 4월 16일~)는 미국 출생 영국, 아르헨티나의 배우, 모델이다. 애니아 테일러조이라고도 한다. 안야 테일러조이는 호러 영화 《더 위치》, 《23 아이덴티티》와 《글래스》에 출연했다. 미국과 영국, 아르헨티나 삼중국적자이다. 넷플릭스 드라마 《퀸스 갬빗》을 통해 골든 글로브상 텔레비전 미니시리즈 여우주연상을 수상했다.

## 어린 시절
미국 플로리다주 마이애미에서 태어났고 육남매 중 막내이다. 아버지는 스코틀랜드, 아르헨티나계이며, 어머니는 잉글랜드, 스페인계이다.
아기일 때 아르헨티나로 가서 살다가, 6살 때 런던으로 올 때까지 스페인어 밖에 말하지 못했다. 안야는 전직 발레 무용수이다.

## 경력
2014년부터 여러 영국 텔레비전 시리즈에 등장했다. 랠프 아인슨, 케이트 디키와 함께 출연한 공포 영화 《더 위치》에서 큰 주목을 받았다. 이 영화로 감독 로버트 에거스는 2015년 선댄스 영화제에서 감독상을 수상했다. 2016년 리들리 스콧의 아들인 루크 스콧 감독의 영화 《모건》(Morgan)에 참여했다. 같은 해 버락 오바마 대통령의 이야기를 다룬 영화 《배리》에 참여해 오바마의 친구 역을 맡았다. 그리고 M. 나이트 샤말란 감독의 영화 《23 아이덴티티》에서 여주인공 "케이시 쿡" 역을 맡았다.
음악 듀오 GTA의 곡 "Red Lips"의 스크릴렉스 리믹스 버전 뮤직비디오에 출연했다. 2017 영국 아카데미상 라이징 스타상 부문에 후보로 올랐다. 2017 칸 영화제에서 배우 조지 매케이와 함께 트로페 쇼파르를 수상했다.

## 출연 작품

### 영화
| 연도 | 제목                    | 원제                        | 배역                     | 비고           |
| ---- | ----------------------- | --------------------------- | ------------------------ | -------------- |
| 2014 | 뱀파이어 아카데미       | Vampire Academy             |                          | 삭제 장면 등장 |
| 2015 | 더 위치                 | The Witch                   | 토머신                   |                |
| 2016 | 모건                    | Morgan                      | 모건                     |                |
| 2016 | 배리                    | Barry                       | 샬럿 보먼                |                |
| 2016 | 23 아이덴티티           | Split                       | 케이시 쿡                |                |
| 2017 | 더 시크릿 하우스        | Marrowbone                  | 앨리                     |                |
| 2017 | 서러브레드              | Thoroughbreds               | 릴리 레이놀즈            |                |
| 2019 | 글래스                  | Glass                       | 케이시 쿡                |                |
| 2019 | 플레이모빌: 더 무비     | Playmobil: The Movie        | 말라                     |                |
| 2019 | 마리 퀴리               | Radioactive                 | 이렌 퀴리                |                |
| 2020 | 엠마                    | Emma                        | 엠마 우드하우스          |                |
| 2020 | 여기 젊은이들이 있다    | Here Are the Young Men      | 젠                       |                |
| 2020 | 뉴 뮤턴트               | The New Mutants             | 일리야나 라스푸틴 / 매직 |                |
| 2021 | 라스트 나이트 인 소호   | Last Night in Soho          | 샌디                     |                |
| 2022 | 노스맨                  | The Northman                | 올가                     |                |
| 2022 | 더 메뉴                 | The Menu                    | 마고                     |                |
| 2022 | 암스테르담              | Amsterdam                   | 리비 보즈                |                |
| 2023 | 슈퍼 마리오 브라더스    | The Super Mario Bros. Movie | 피치 공주                | 목소리 출연    |
| 2024 | 듄: 파트 2              | Dune: Part Two              | 엘리아 아트레이데스      |                |
| 2024 | 퓨리오사: 매드맥스 사가 | Furiosa: A Mad Max Saga     | 퓨리오사                 |                |
| 2025 | 더 캐니언               | The Gorge                   | 드라사                   |                |
| 2025 | 새크리파이스            | Sacrifice                   | 조앤                     |                |

### 텔레비전 드라마
| 연도 | 제목                       | 원제                                | 배역                    | 비고                     |
| ---- | -------------------------- | ----------------------------------- | ----------------------- | ------------------------ |
| 2014 | 인데버                     | Endeavour                           | 필리파 콜린스데이비드슨 | "Nocturne" 에피소드 출연 |
| 2015 | 아틀란티스                 | Atlantis                            | 커샌드라                | 에피소드 5회분 출연      |
| 2017 | 미니어처리스트             | The Miniaturist                     | 넬라 브랜트             | 에피소드 2회분 출연      |
| 2019 | 피키 블라인더스            | Peaky Blinders                      |                         |                          |
| 2019 | 다크 크리스탈: 저항의 시대 | The Dark Crystal: Age of Resistance | 브레아                  | 목소리 출연              |
| 2020 | 퀸스 갬빗                  | The Queen's Gambit                  | 베스 하먼               | 주인공                   |